# Błyszczak brunatny
Błyszczak brunatny (Lamprotornis bicolor) – gatunek średniej wielkości ptaka z rodziny szpakowatych (Sturnidae), występujący w Afryce Południowej. Nie jest zagrożony wyginięciem.

## Taksonomia
Jako pierwszy zgodnie z zasadami nazewnictwa binominalnego opisał ten gatunek Johann Friedrich Gmelin w 1789 roku w 13. edycji Systema Naturae. Autor nadał mu nazwę Turdus bicolor. Później gatunek umieszczano w rodzaju Spreo, a obecnie zaliczany jest do Lamprotornis. Nie wyróżnia się podgatunków.

## Występowanie i biotop
Występuje w Afryce Południowej – głównie w Południowej Afryce, także w Lesotho i zachodnim Eswatini. Zasiedla tereny trawiaste (spotykany także na terenach rolniczych).

## Morfologia

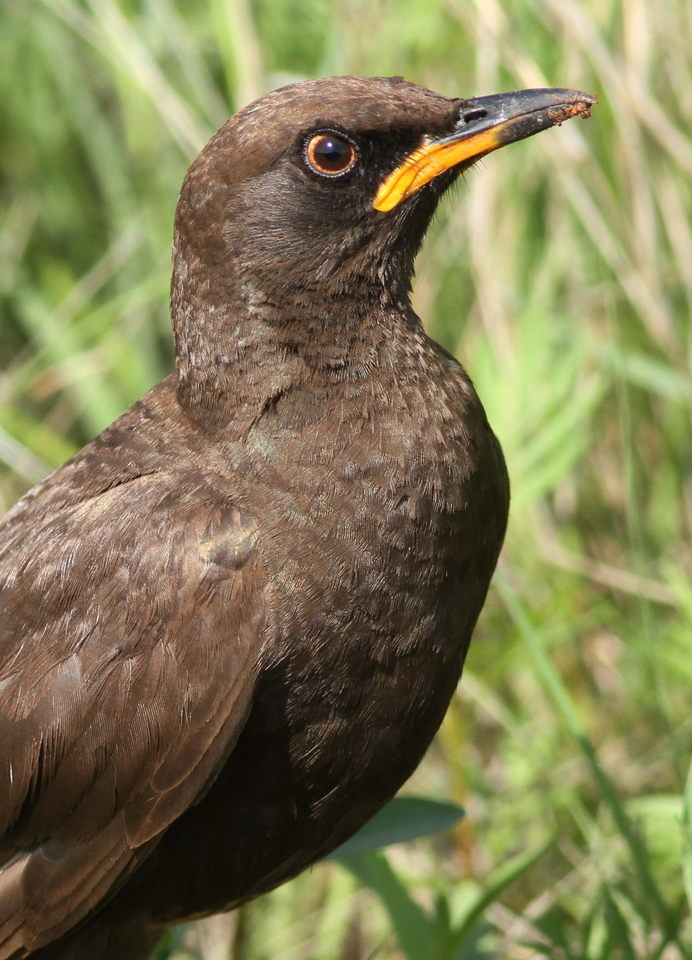
Osobnik młodociany z ciemną tęczówką

Długość ciała około 25 cm. Upierzenie czarne z białym spodem w okolicy podogonia. Tęczówka biała. Dziób w górnej części ciemny, w dolnej żółty. Nogi czarne. Brak dymorfizmu płciowego. Młodociane ptaki bardziej matowe z ciemną tęczówką.

## Ekologia i zachowanie

### Tryb życia
Ptaki chętnie gromadzą się w małe stada, które często gniazdują wspólnie, wychowując wspólnie pisklęta. Na terenach rolniczych są generalnie mile widziane, ponieważ odżywiają się m.in. szarańczą oraz usuwają pasożyty zewnętrzne u bydła.

### Pożywienie
Pokarm stanowią owady, niektóre nasiona i owoce (może odżywiać się także padliną).

### Lęgi
Samica składa 2–6 niebiesko-zielonych jaj w podziemnej jamie wykopanej w nadrzecznej skarpie. Odnotowano także przypadki gniazdowania w różnego rodzaju zadaszonych budynkach oraz we wrakach statków na morzu. Błyszczaki brunatne są często ofiarami podrzucających im jaja pasożytów lęgowych m.in. kukułki czubatej oraz miodowoda dużego.

## Status
Międzynarodowa Unia Ochrony Przyrody (IUCN) uznaje błyszczaka brunatnego za gatunek najmniejszej troski (LC – Least Concern) nieprzerwanie od 1988 roku. Liczebność populacji nie została oszacowana, ale ptak ten opisywany jest jako pospolity po bardzo liczny. Ze względu na brak dowodów na spadki liczebności bądź istotne zagrożenia dla gatunku, BirdLife International uznaje trend liczebności populacji za stabilny.